# Кускатлан
Кускатлан (на испански: Cuscatlán) е един от 14-те департамента на централноамериканската държава Салвадор. Намира се в централната част на страната. Площта му е 756,2 квадратни километра, а населението – 276 004 души (по изчисления за юни 2020 г.).

## Общини
Департаментът се състои от 17 общини, някои от тях са:
1. Ел Кармен
2. Канделария
3. Монте Сан Хуан
4. Ораторио де Консепсион
5. Сан Кристобал
6. Сан Педро Перулапан